# Forte de São Filipe (Porto Martins)

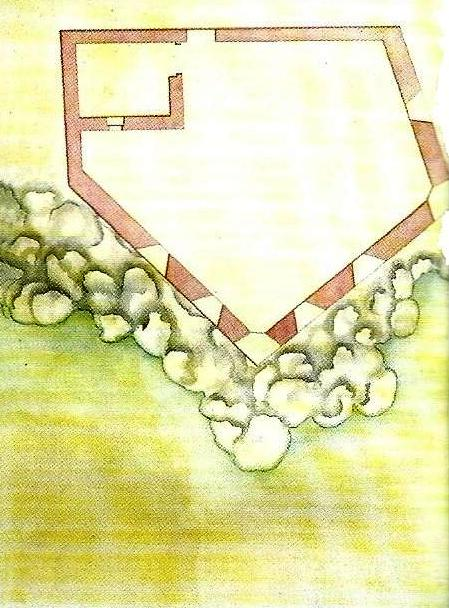
Forte de São Filipe (Francisco Xavier Machado, 1772, ANTT).

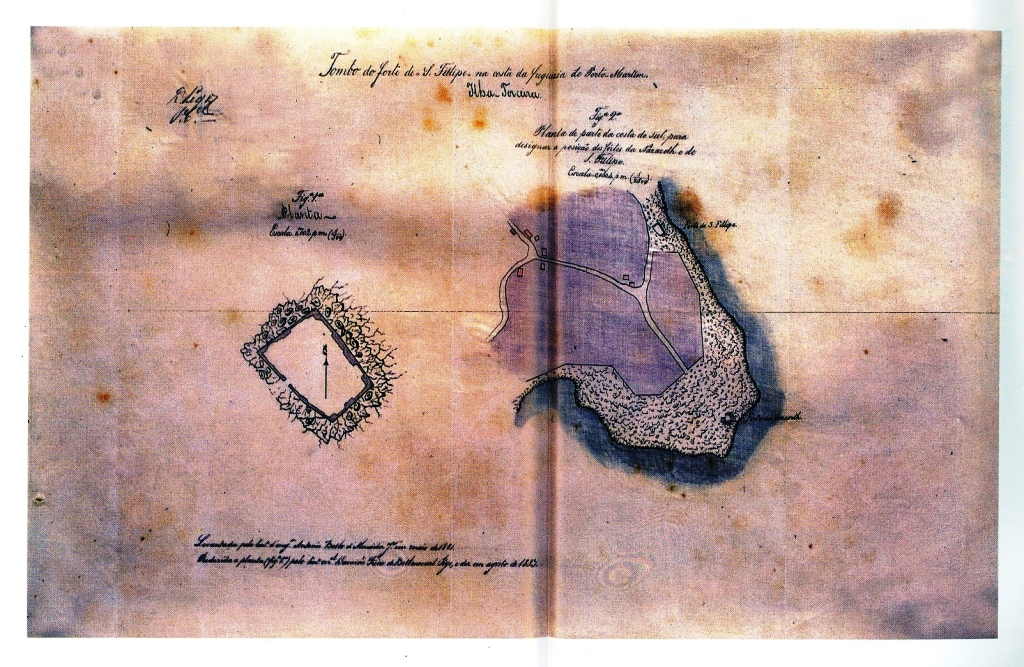
Planta do Forte de São Filipe (Almeida Jr.; Damião Pego, 1881-1883).

O  Forte de São Filipe, também referido como Forte de São Tiago, localizava-se na freguesia do Porto Martins, concelho da Praia da Vitória, na ilha Terceira, nos Açores.
Em posição dominante sobre este trecho do litoral, constituiu-se em uma fortificação destinada à defesa deste ancoradouro contra os ataques de piratas e corsários, outrora frequentes nesta região do oceano Atlântico. Cooperava com o Forte de São Fernando, o Forte de São Bento e o Forte de Nossa Senhora da Nazaré.

## História
Foi uma das fortificações erguidas na Terceira no contexto da crise de sucessão de 1580 pelo então corregedor dos Açores, Ciprião de Figueiredo e Vasconcelos, conforme o plano de defesa da ilha elaborado por Tommaso Benedetto em 1567, após o ataque do corsário francês Pierre Bertrand de Montluc ao Funchal (outubro de 1566), intentado e repelido em Angra no mesmo ano (1566):
"Não havia naquele tempo [Crise de sucessão de 1580] em toda a costa da ilha Terceira alguma fortaleza, excepto aquela de S. Sebastião, posto que em todas as cortinas do sul se tivessem feito alguns redutos e estâncias, nos lugares mais susceptíveis de desembarque inimigo, conforme a indicação e plano do engenheiro Tomás Benedito, que nesta diligência andou desde o ano de 1567, depois que, no antecedente de 1566, os franceses, comandados pelo terrível pirata Caldeira, barbaramente haviam saqueado a ilha da Madeira, e intentado fazer o mesmo nesta ilha, donde parece que foram repelidos à força das nossas armas." 
A seu respeito, DRUMMOND registou: "Na Ponta Negra edificou-se o forte de Nazaré, e logo adiante o de S. Tiago, que cruza, com o forte de São Bento, a enseada do Porto de Martim."
Entretanto, o forte erguido à época, entre os da Nazaré e de São Bento, denominado como Forte de São Tiago, apresentava planta distinta do referido posteriormente, sob a invocação de São Filipe. Não sendo possível afirmar que o de São Filipe foi erguido sobre os restos do de São Tiago, e considerando-se que em fins do século XVI existiu uma fortificação sobre o porto, acredita-se que a localização do primitivo forte de São Tiago possa ter sido a este, sobre o ancoradouro de Porto Martins.
Com a instalação da Capitania Geral dos Açores, o seu estado foi assim reportado em 1767:
"19º Forte de S. Thiago. Foi feito de novo a fundamento, tem seis canhoneiras e duas peças de ferro boas com os seus reparos capazes, precisa de mais trez com os seus reparos, por não poder admittir mais; precisa para se guarnecer cinco artilheiros e vinte auxiliares."
Encontra-se relacionado como "Forte de S. Filipe" no trabalho do capitão de Infantaria com exercício de Engenharia, Francisco Xavier Machado ("Revista dos fortes e redutos da ilha Terceira", 1772, atualmente no Arquivo Nacional da Torre do Tombo), representado com planta pentagonal em cujos muros pelo lado do mar se rasgam cinco canhoneiras e se indica dependência de serviço no terrapleno, pelo lado de terra.
Encontra-se referido como "18. Forte de S. Tiago feito no tempo da campanha passada" no relatório "Revista aos fortes que defendem a costa da ilha Terceira", do Ajudante de Ordens Manoel Correa Branco (1776), que apenas assinala: "Este Forte careçe sóm.e de portáo, e hé de boa utilid.e p.ª a defeza."
O forte terá sido reconstruído do início do século XIX, possívelmente compreendido na ação de reforço das fortificações costeiras empreendida pelo então Capitão-general dos Açores, Francisco António de Araújo e Azevedo, entre 1818 e 1820, no contexto da crise entre Portugal e Espanha em 1817, suscitada pela ocupação de Montevidéu na América do Sul.
A "Relação" do marechal de campo Barão de Bastos em 1862 localiza-o na freguesia de Porto Martim, refere-o como "Forte de S. Thiago", e informa que se encontra incapaz desde muitos anos.
O tombo de 1881 encontrou-o abandonado e em completa ruína.
Em nossos dias restava apenas um pequeno troço de suas muralhas.

## Características
Do tipo abaluartado, em 1772 apresentava planta pentagonal, com sete canhoneiras nos lados voltados ao mar, com a dependência de serviço pelo lado de terra. O Tombo de 1881 encontrou-o com planta retangular, em alvenaria de pedra, com 386 metros quadrados. Em seu terrapleno, à época, eram observados os restos de uma edificação de pequenas dimensões, possívelmente a casa da guarda.